# Stegonia pilifera
Stegonia pilifera är en bladmossart som först beskrevs av Dickson, och fick sitt nu gällande namn av H. Crum och Lewis Edward Anderson 1989. Stegonia pilifera ingår i släktet Stegonia, klassen egentliga bladmossor, divisionen bladmossor och riket växter. Inga underarter finns listade i Catalogue of Life.